# Діти джунглів
Діти джунглів («Феральні люди», інколи Мауглі) — людські діти, які з раннього віку жили поза контактом із людьми й практично не зазнавали турботи та любові з боку іншої людини, не мали досвіду соціальної поведінки та спілкування. Такі діти, залишені батьками, виховуються тваринами або живуть в ізоляції.
Назва «Мауглі» пішла від імені героя кількох оповідань Джозефа Редьярда Кіплінга зі збірників «Книга Джунглів» і «Друга Книга Джунглів», який виховувався тваринами.
Феномен Мауглі був відомий і до Кіплінга. У середніх широтах покинуті діти інколи потрапляють під «опіку» домашніх тварин, у південних краях нерідкі випадки, коли дітей, що загубилися в лісі «брали на виховання» мавпи.

## Синдром Мауглі
У світі відомо більше ніж сто подібних випадків. Вони представляють великий інтерес для дослідників психології та соціології. Виховані тваринами діти проявляють (в межах фізичних можливостей людини) поведінку, властиву для своїх прийомних батьків — тварин, наприклад, страх перед людиною.
Психологи відзначають: для «синдрому Мауглі» характерне порушення мовлення або повне невміння говорити, нездатність до прямоходіння, десоціалізацію, відсутність навичок користування столовим приладдям і відсутність гігієнічних звичок, боязнь людей. При цьому у таких дітей часто набагато стійкіший імунітет, ніж у дітей, які відвідують дитячий садок або школу.
Часто психологи відзначали, що дитинча людини, яке провело серед тварин досить довгий час, починає себе ідентифікувати з «побратимами»: так вісімнадцятирічна дівчина, яку виховували собаки, навчившись говорити, наполягала, що вона — собака. Такого роду психічні відхилення у дітей-мауглі неминучі, — відзначають лікарі.
Шанси стати нормальною людиною у «мауглі» залежать від тривалості перебування поза соціумом і від віку дитини. Наприклад, якщо дитина потрапляє у звірину спільноту до того, як у неї сформується навичка прямоходіння, то пересування рачки стане єдино можливим способом на все життя — перевчити буде неможливо.
Якщо до ізоляції від суспільства у дітей були деякі навички соціальної поведінки, процес їхньої реабілітації відбувається значно простіше. Ті, хто жив у тваринному суспільстві перші 5-6 років життя, практично не можуть освоїти мову людей, ходити прямо, свідомо спілкуватися з іншими людьми, незважаючи навіть на роки, проведені в подальшому в суспільстві людей, де вони отримували достатньо турботи. Це зайвий раз показує, наскільки важливими для розвитку дитини є перші роки її життя.

## Феномен «Мауглі»
Феномен «Мауглі» (Homo Ferus) — синдром «дикого хлопчика». Легенда про перевертнів, пов'язана із дітьми, що виховувалися з-поміж вовків та інших звірів і засвоїли їхні повадки, втративши можливість нормально існувати серед людей.
Його типовий представник позбавлений любові, емоцій і сміху. Позбавлений також змоги розмовляти людською мовою. Гарчить, фиркає, виє, пересувається рачки. не здатний жити серед людей, веде існування, властиве тваринам. Може жити без жодної людської допомоги.
Нерідко, феномен Homo Ferus розглядають у контексті явища перевертнів. Хлопчик-вовк відомий людству ще з давніх-давен. Історія про Ромула і Рема — один із найраніших описаних випадків. Хлопчик-мавпа, знайдений у Цейлоні під час розваг із мавпами, був обстежений лікарями. З'ясувалося, що він відставав у розумовому розвитку через те, що був покинутий батьками у джунглях. Вижити йому пощастило через те, що він навчився імітувати поведінку мавп, а ті прийняли його до себе. Хлопчика назвали Тісса. Він не вмів говорити, лише видавав звуки, притаманні мавпам. Сидів як мавпа і не міг стояти без допомоги. Пересувався тільки рачки. Коли йому давали тарілку з їжею, він, перш ніж з'їсти, вивалював її на землю.
Важливою рисою між хлопчиком-вовком та хлопчиком-мавпою є те, що хлопчик-мавпа значно адаптованіший. У всіх випадках із хлопчиками-мавпами, через декілька тижнів вони вже могли самостійно одягатися і їсти з тарілки. Хлопчики-вовки ж, не зважаючи на зусилля, навчанню не піддаються, а залишаються дикунами.
Феномен Мауглі можна поділити на дві категорії: «лікантроп» та «дикий хлопчик». До лікантропа відносять саме хлопчика-вовка, а до «дикого хлопчика» — хлопчика-мавпу.
Найдавніший і найбільш детально описаний випадок здичавіння хлопчика, названого дитиною-вовком з Гессе, став у XIV ст. Місцеві жителі помітили в лісах поблизу міста істоту, яка щоразу, як людям доводилося натрапити на неї, швидко ховалася у хащах. У 1344 році її нарешті впіймали й виявилася вона хлопчиком, що здичавів і пересувався рачки, наче вовк, говорити не вмів. Виявили, що дитині було 8 років і в такому стані провела вона половину свого життя. Його знайшли вовки та зберегли життя, виривши нору і зігріваючи своїми тілами навіть у найсуворішу погоду. У деяких нотатках зазначається також, що вовки виклали стелю його нори листям, що також підтверджується іншими історіями про диких хлопчиків. Говорити він не вмів, лише гарчав як вовченя. Дитина-вовк із Гессе був знаменитістю свого часу, його возили до Англії, щоб продемонструвати королівському двору.